# Michaił Jegorow
Michaił Aleksiejewicz Jegorow (ros. Михаи́л Алексе́евич Его́ров; ur. 5 maja 1923 we wsi Jermoszenki w obwodzie smoleńskim, zm. 20 czerwca 1975 w Diemidowie) – radziecki żołnierz, który wraz z Melitonem Kantarią i Ołeksijem Berestem zawiesił Sztandar Zwycięstwa na dachu Reichstagu 1 maja 1945 roku, tuż po zdobyciu Berlina.

## Życiorys
Urodził się w rodzinie chłopskiej. Miał wykształcenie podstawowe, pracował w kołchozie. Wiosną 1942 z obawy przed wywózką na roboty do Rzeszy razem z rodziną uciekł do lasu. 5 maja został przyjęty do oddziału partyzanckiego „Trzynastka” (rozwinięty potem do pułku partyzanckiego), którym dowodził lejtnant Siergiej Griszyn.
W grudniu 1944 został powołany do służby w regularnych jednostkach Armii Czerwonej. Uczestniczył w operacji wiślańsko-odrzańskiej i berlińskiej jako zwiadowca 756 Pułku Strzelców w składzie 150 Dywizji Strzeleckiej i 3 Armii Uderzeniowej 1 Frontu Białoruskiego. Brał udział w walkach ulicznych w Berlinie, gdzie zawiesił Sztandar Zwycięstwa nad Reichstagiem.
Po wojnie kontynuował służbę w armii do 1947. W latach późniejszych ukończył radziecką szkołę partyjną w Smoleńsku. Pracował w kombinacie konserwacji mleka. Otrzymał honorowe obywatelstwo Smoleńska i Berlina (tego drugiego pozbawiony w 1992).

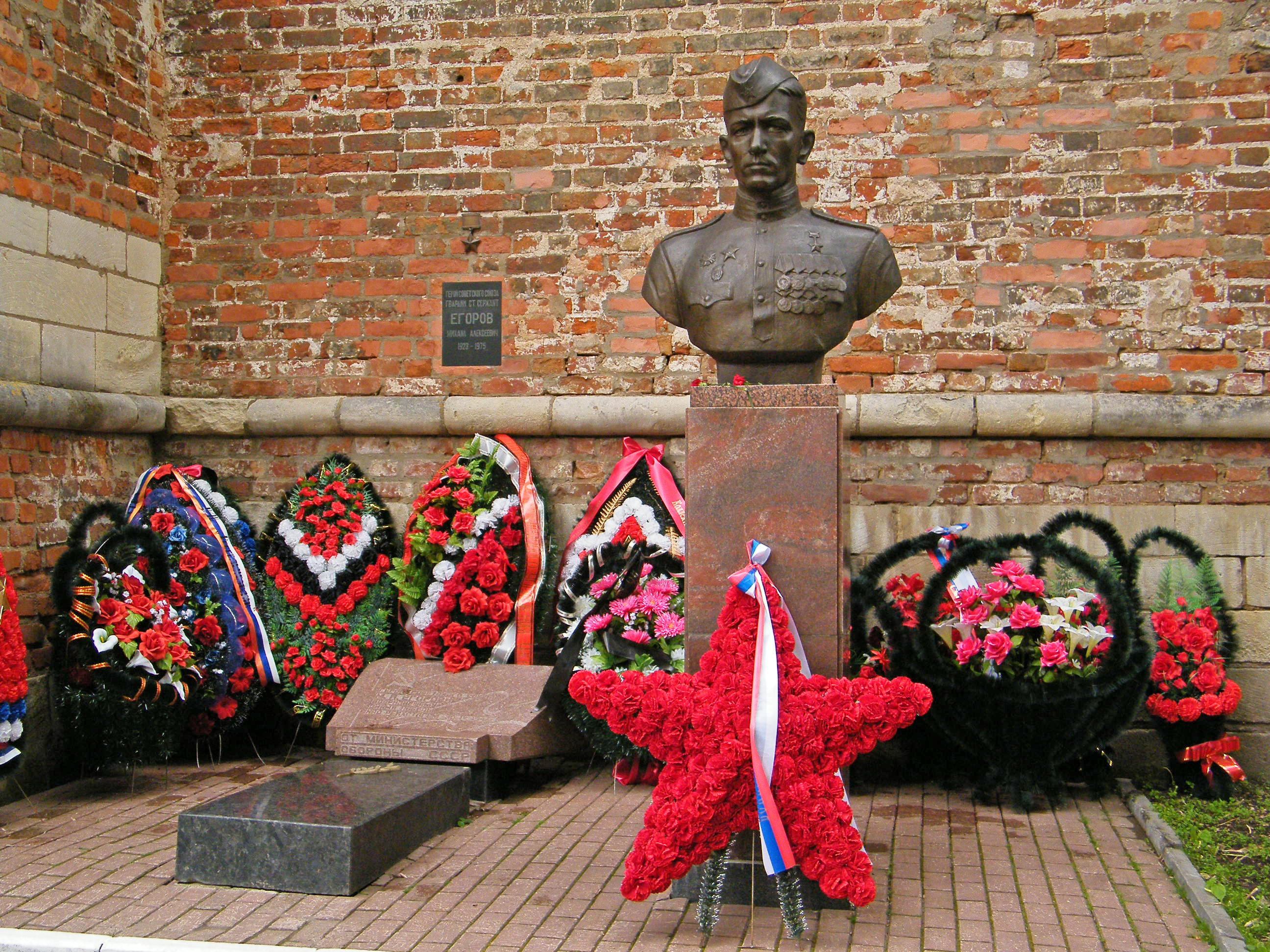
Grób Michaiła Jegorowa

Michaił Jegorow zginął w wieku 52 lat, w wypadku samochodowym. Został pochowany na smoleńskim Skwerze Pamięci Bohaterów. W jego rodzinnym domu otwarto Muzeum Michaiła Jegorowa.

## Odznaczenia

### Związek Radziecki
- Złota Gwiazda Bohatera Związku Radzieckiego – 8 maja 1946
- Order Lenina – 8 maja 1946
- Order Czerwonego Sztandaru – 19 maja 1945
- Order Wojny Ojczyźnianej II klasy
- Order Czerwonej Gwiazdy
- Order Sławy III klasy – 30 kwietnia 1945
- Medal „Partyzantowi Wojny Ojczyźnianej” I stopnia
- Medal jubileuszowy „W upamiętnieniu 100-lecia urodzin Władimira Iljicza Lenina”
- Medal „Za zwycięstwo nad Niemcami w Wielkiej Wojnie Ojczyźnianej 1941–1945”
- Medal „Za wyzwolenie Warszawy”
- Medal jubileuszowy „Dwudziestolecia zwycięstwa w Wielkiej Wojnie Ojczyźnianej 1941–1945”
- Medal jubileuszowy „Trzydziestolecia zwycięstwa w Wielkiej Wojnie Ojczyźnianej 1941–1945”
- Medal „Za zdobycie Berlina”
- Medal „Weteran pracy”
- Medal jubileuszowy „50 lat Sił Zbrojnych ZSRR”

### Niemcy Wschodnie
- Order Zasługi dla Ojczyzny I stopnia